# Callyna costiplaga
Callyna costiplaga är en fjärilsart som beskrevs av Moore 1885. Callyna costiplaga ingår i släktet Callyna och familjen nattflyn. Inga underarter finns listade i Catalogue of Life.